# Piombino Dese
Piombino Dese là một đô thị thuộc tỉnh Padova vùng Veneto, tọa lạc cách khoảng 35 km về phía tây bắc của Venezia và cách khoảng 20 km về phía bắc của Padova. Tại thời điểm ngày 31 tháng 12 năm 2004, đô thị này có dân số 8.963 người và diện tích 29.5 km².
Piombino Dese giáp các đô thị: Camposampiero, Istrana, Loreggia, Morgano, Resana, Trebaseleghe, Vedelago, Zero Branco.
Palladio Villa Cornaro nổi tiếng của Palladio nằm ở đây.